# Esfinge (luchador)
Esfinge (nacido el 14 de junio de 1993) es un luchador profesional mexicano enmascarado, que trabaja actualmente para el Consejo Mundial de Lucha Libre (CMLL). El verdadero nombre de Esfinge no es una cuestión de registro público, como suele ser el caso de los luchadores enmascarados en México, donde sus vidas privadas se mantienen en secreto de los fanáticos de la lucha libre.

## Carrera

### Primeros años (2009-2011)
El luchador más tarde conocido como Esfinge hizo su debut en el ring a finales de 2009, luchando bajo el nombre de "Halcón Furia Jr.", el mismo nombre que su tío usó durante años y fue un homenaje a su abuelo, que fue el Halcón Furia original. 

### Consejo Mundial de Lucha Libre (2011-presente)
En 2011 se le dio una nueva identidad del ring, nombre y máscara convirtiéndose en "Esfinge", un personaje con inspiración egipcia. Debido a la naturaleza secreta de los luchadores enmascarados en el Consejo Mundial de Lucha Libre (CMLL) de México, la empresa de lucha profesional para la que trabaja Esfinge enumera su debut el 13 de septiembre de 2011, el debut del personaje de Esfinge.
En septiembre de 2012, Esfinge fue uno de los ocho luchadores de Guadalajara, Jalisco que trabajaban para CMLL que compitieron en un combate de Steel Cage Match, en el que el último luchador de la jaula se vería obligado a desenmascararse bajo las reglas de Luchas de Apuestas o "Bet match". Al final, Metatrón, Infierno, Acertijo, Black Metal, Halcón de Plata y Mr. Trueno escaparon del ring, dejando a Esfinge para enfrentar a In Memoriam. El combate terminó cuando Esfinge derrotó a In Memoriam, In Memoriam para desenmascarar después del partido y revelar su nombre según las tradiciones de Lucha Libre. Esfinge se unió a Black Metal para competir en un torneo por el vacante Campeonato Occidente en Parejas, pero el equipo fue derrotado en las semifinales por Sky Kid y Smaker. A principios de 2014, CMLL celebró un torneo para determinar los próximos competidores para el Campeonato de Equipo de Etiqueta de Occidente, emparejando a Esfinge con el socio semi-regular El Gallo para el torneo. En la primera ronda, el dúo derrotó a Pitbull I y Pitbull II, en la segunda ronda derrotaron a Mr. Trueno y Rey Trueno y finalmente Exterminador y Maléfico en la final para ganar un partido por el campeonato. El 28 de febrero de 2015, Esfinge y El Gallo derrotaron a Olímpico y Boby Zavala para ganar el campeonato. El 12 de mayo de 2015 defendieron con éxito el campeonato contra los Campeones en Parejas del Arena Coliseo La Comando Caribeño (Misterioso Jr. y Sagrado).
En mayo de 2015, Esfinge compitió en una lucha de clasificación para la versión del 2015 en el torneo En Busca de Un Idolo como uno de los 16 luchadores en la lucha de eliminación en el torneo cibernético de clasificación en los últimos ocho luchadores podrían calificar para el torneo. Esfinge compitió contra Akuma, Blue Panther Jr., Cancerbero, Canelo Casas, Delta, Disturbio, Flyer, El Gallo, Guerrero Maya Jr., Joker, Pegasso, Raziel, Sagrado, Stigma y Boby Zavala. Esfinge eliminaría el estigma durante la lucha y se convertiría en uno de los ocho sobrevivientes en calificar para la parte principal del torneo.
El 5 de abril de 2016, Esfinge se unió al veterano luchador Volador Jr. para el Torneo Gran Alternativa 2016, derrotando a Fujin y Rey Escorpión en la final para ganar todo el torneo. El 5 de diciembre de 2017, Esfinge ganó su primer título individual cuando derrotó a Puma para ganar el Campeonato de Peso Semicompleto de Occidente.
El 10 de marzo de 2018 en la Arena Coliseo, Tritón y Esfinge ganaron el vacante Campeonato en Parejas de la Arena Coliseo del CMLL luego de derrotar a Disturbio y Virus en la final del torneo.

### Ring of Honor (2017)
A principios de octubre de 2017, se anunció que Esfinge, junto con su compañero luchador del CMLL, Rey Cometa, debutarían para la empresa estadounidense Ring of Honor debido a la relación laboral del CMLL con Ring of Honor durante las giras de tres noches de Survival of the Fittest de 2017 donde primera noche en San Antonio pelearán contra The Dawgs (Will Ferrara y Rhett Titus) y en la segunda noche en Dallas, el equipo competirá por el Campeonato Mundial en Parejas de ROH contra The Motor City Machine Guns (Chris Sabin y Alex Shelley). Él y Cometa tuvieron éxito en derrotar a The Dawgs en la primera noche, pero no tuvieron éxito en su desafío por el título.

## Campeonatos y logros
- Consejo Mundial de Lucha Libre
  - Campeonato en Parejas de la Arena Coliseo del CMLL (1 vez) – con Tritón
  - Campeonato de Peso Semicompleto de Occidente (1 vez)
  - Campeonato en Parejas de Occidente (1 vez) – con El Gallo[7]
  - La Copa Junior (2016)
  - Torneo Gran Alternativa (2016) – con Volador Jr.